# Neanthophylax subvittatus
Neanthophylax subvittatus là một loài bọ cánh cứng thuộc phân họ Lepturinae, trong họ Cerambycidae. Loài này phân bố ở Hoa Kỳ.